# Benoît-Aimé Seillière
Pour les autres membres de la famille, voir Famille Seillière.
Benoît-Aimé Seillière (1802-1852) était au XIXe siècle l'un des plus grands industriels vosgiens, implanté à La Broque, à Senones, et à Schirmeck.

## Biographie
Son cousin, venu de Reims, le nomma gérant de l’affaire de son beau-père, John Heywood. Il eut d'abord comme associé Eugène Provensal, puis fit entrer dans l'entreprise son fils cadet Nicolas-Ernest Seillière en 1843. Maire de La Broque, conseiller d'arrondissement, il fut élu en 1848 conseiller général des Vosges pour le canton de Schirmeck mais il échoua aux élections pour l'Assemblée Constituante. Il laissait à sa mort, des biens d'une valeur de 26 000 francs.

## Pour approfondir